# Peniagone wiltoni
Peniagone wiltoni is een zeekomkommer uit de familie Elpidiidae.
De wetenschappelijke naam van de soort werd in 1908 gepubliceerd door Clément Vaney.